# 俄羅斯航太工業
俄羅斯國土遼闊、地緣政治複雜、眾多鄰國等因素，因此使得俄羅斯航太產業是俄羅斯至關國家利益的重要產業部門，其中航空產業聘雇355,300人，航太產業則有超過250,000位工作者。以下將航太產業區分為：航空產業、太空產業，前者屬於大氣層內的飛行機具，後者屬於在大氣層外的衛星、太空載具等等。

## 航空產業

### 一、歷史進程
蘇聯曾經生產了世界上四分之一的飛機，但是在蘇聯解體後，俄羅斯的航空市場大幅下滑。自1990到2000年間，俄羅斯的飛機產量急遽下降，1992年的年產量為282架，1996年下降為12架，到2000年只生產了4架。國內航空產業下滑的原因在於相較先前國家的需求減少、政府資金大幅下降、國有製造商和設計局的脫節日益加劇。作為回應，俄羅斯的總統普欽在2006年帶領聯合航空製造公司UAC（Obyedinyonnaya Aviasroitelnaya Korporatsiya），整合俄羅斯飛機製造業。

### 二、近年發展
政府目前透過在2007年推出的3年預算中，每年7億美金的資金支持航空產業。但是，與UAC企業無關的公司將會在取得資金上受限。航空產業長期投資的特性，與政府資金短期的特性剛好相反，導致國內飛機生產程度低下。俄羅斯政府減少了飛機進口稅，允許外國飛機的供給量增加，以滿足國內航空公司對先進飛機機隊持續增長的需求。因此國產飛機在蘇聯解體後雖然受到政府支持而繼續存在，但也一度遭遇產量挑戰與因競爭力不足的低落期，不過因為2022年後制裁的影響，俄方明白不能再如以往依賴海外製造商的飛機，也認為這次變動將是不可逆轉的，宣布開展提高部分國產化率的運動，同時稱不會再因為客觀因素變化而停止，列為堅定實施的國家長期策略。

### 三、航空客運市場
俄羅斯的航空公司利用各類民用飛機和直升機開闢了大量航線，航空客運在俄羅斯國民經濟和民生上發揮了重要的作用，特別是西伯利亞等地區，由於地面交通通行具有季節性，航空客運有時是唯一的交通方式。據統計，通過對過去25年中航空客運與鐵路客運的載客量對比發現，進入21世紀後以後，2000-2013年，航空客運週轉量的平均增長率為11.7%，而2011-2013年間甚至達到每年15%。之後，受經濟形勢惡化影響，2014年的增長率為7.5％，而2015年則出現了6％的下滑，總體而言，2009年之後，航空客運在旅客周轉量上已經超過鐵路客運。
2015年，由於總體經濟形勢的惡化，加上TransAero公司破產的影響，俄羅斯國內的客機數量出現了下滑，其中，幹線飛機數量由688架下降到547架，支線飛機數量由298架下降為206架，這是自2009年以來首次出現的機隊規模大幅縮減，而2015年的機隊縮減幅度比2009年的還要大。截至2015年底，在經歷了TransAero公司破產後，俄羅斯執行定期航班的航空公司中，擁有寬體客機機隊的僅剩3家：Aeroflot、Utair、S7。

### 四、代表性企業
1. TsAGI公司：1918年由俄羅斯航空之父Zhukovsky成立，TsAGI是世界上最大的科學研究中心，根據俄羅斯聯邦政府的ㄇ命令，被指定為國家研究中心，也是第一個將基礎研究、應用研究，結構設計，試驗性生產和檢測結合的科學研究機構，公司開發了新的空氣動力裝配，和提升飛機穩定性、操控性標準、強度的要求。在過去的20年中，在空氣動力學、飛行動力學、飛行控制系統上有重大的突破，改善了民用飛機的材料強度、服務壽命、增加可靠性，保證了50,000到60,000小時的使用壽命。發展的成果應用在：IL-96-300型寬體客機、Tu-204型客機上、Mig-29、Mig-31型戰鬥機、An-124、An-225型運輸機。在近幾年來，TsAGI也和位於歐洲、美國、亞洲，主要的研究發展中心和飛機製造商建立了聯繫。[7]
2. 聯合航空製造公司（UAC）：PJSC UAC是根據2006年2月20日第140號總統令而成立，旨在保護和發展俄羅斯飛機產業的科學和工業潛力，和國家的安全、防禦，以及專注在知識、產業和金融資源上，以執行長期的航空計劃。目前，UAC擁有約30家企業，是全球航空市場最大的企業之一。公司內部公司擁有“蘇愷”，“米格”，“IL”，“Tu”，“Yak”，“Beriev”等世界知名品牌的權利，以及新的SSJ-100和MS-21等等品牌。公司的業務有民用和軍用飛機的設計、生產、測試、操作、保固和維修服務。UAC為了提高民用飛機在其銷售結構中的比例，主要是通過增加SSJ100系列的生產，並啟動其未來的MS-21系列飛機的生產。該公司的資產位於俄羅斯的不同地區，與位於印度和意大利經營的外國合作夥伴有合資企業。 UAC的優勢包含：高品質、迅速履行契約，與外國航空公司開展有效、全方位的國際合作，以及在國際市場上推廣國內產品的優良技術。於2015年4月，公司更名為大眾股份公司「聯合飛機公司」（PJSC UAC）。[8] 主要產品：Ilyushin公司的IL系列客機和運輸機、Tupolev公司的Tu系列大型客機
3. Technodinamika公司：母公司為Rostec國有企業，成立於2009年，由35個部門組成，員工約3萬人。項目涵蓋航空航空工業的系統和零件的設計、工程、製造和售後服務，包括：電力系統、起落架系統、安全和生存系統、燃料和液壓系統、驅動系統、地面支援設備、降落傘系統和空中運輸系統、引擎零件和輔助動力裝置。[9]  主要產品：應用於Ilyushin公司的IL系列客機和運輸機、Tupolev公司的Tu系列客機和運輸機、Antonov公司的An系列客機和運輸機、Mig公司的Mig系列直升機、Kamov公司的Ka系列直升機

## 太空產業

### 一、歷史進程
俄羅斯太空計畫可以追溯至1957年，當時第一顆人造衛星Sputnik 1號由蘇聯發射。俄羅斯現在擁有第三大太空艦隊，包含了通信、氣象、偵察衛星。項目包含俄羅斯的載人太空梭Soyuz、Salyut 1號太空站、Lunokhod 1號太空探測車。俄羅斯聯邦太空總署Roscosmos負責監管民間太空行動，而俄羅斯航太防衛軍VKS負責國防衛星的發射、管制軍用飛型機具的資產。
俄羅斯的民間太空計劃仍然在使用蘇聯解體之前製造和儲存的設備和材料，如Proton火箭、衛星、和平號太空站的儲備。有一些追求高品質生產的推力，希望能夠與美國在太空中的成就平起平坐。自1957年以來美國和蘇聯的發射次數，不僅證明了蘇聯航太產業的生產能力，也顯示了兩國設計理念的不同。美國建造壽命長，但需要技術複雜的裝配；蘇聯則建造壽命短的衛星，需要更頻繁的替換。
兩國設計理念的差異可追溯到太空計劃的起源。在第二次世界大戰結束時，負責V-2火箭的德國火箭科學家Peenemünde，作為美國和蘇聯戰利品的一部分，對兩國產生了分界的效果。兩國都利用這些人的經驗和技術建立自己的導彈發射計劃，但因為蘇聯的氫彈比美國的氫彈更大、重，所以它需要一個更大更有力的火箭來載運它。事實上，蘇聯生產出世界上第一枚洲際彈道飛彈（ICBM），在西方被稱作R-7。蘇聯在生產具有高運載能力火箭方面的專長，使得他們成為第一個可以生產將人類送入星球軌道的發射裝置的國家
成功生產出具有高運載能力的火箭，減少了壓縮、減輕載荷（貨物）的動機。直至今日，俄羅斯衛星仍在其追配較簡單的電子設備（在西方轉向固態零件很久以後，蘇聯衛星仍繼續使用真空管），而且比西方相對應的產品更重。蘇聯建造的衛星壽命比美國典型的衛星壽命短得多，維持這些太空系統的要求導致了蘇聯卓越的（按照西方標準）替換損壞或過時的衛星的能力。對於某些類型的衛星，蘇聯能夠在24到48小時內發射替代品。
在美國和蘇聯，太空計劃是兩國技術優勢和生產能力的象徵。美國把軍事計劃放在公眾的視野之外，並把美國國家太空總署（NASA）形塑為一個獨立的民間太空計劃，以自己的預算關注於國家、民間太空所做的項目上。另一方面，蘇聯從未建立過獨立的民間和軍事太空計劃，而是以同樣的預算來支持這兩個方面的計畫。許多相同的基礎設施、生產組織、設計局和人員被用來為這兩個計劃提供服務。此外，不需要通過立法機關來決定預算，相反地，資金通過政府直接從政府部門轉移到設計局和生產組織。最終，蘇聯中央決定誰能夠獲得資金，並由中央委員認定哪些項目值得資助，也部分取決於當時美國在做什麼，和誰在產業、軍事領導人間擁有政府的耳目。
採購太空計畫的任何系統，無論是軍方還是民間，要先源於部長會議的命令才能開展。然後將錢撥款給一般機械部（MOM），經過部會通過後直接選定工廠或設計局來執行任務。同樣的資金將用於系統測試，如果測試進行順利，軍事產業委員會（VPK）將下達大規模生產訂單。一旦所有的部分都準備就緒，來生產滿足要求並且通過測試的系統，系統的僵化將阻止想要注入創新和未經測試的技術嘗試。通常情況下，一個經過良好測試的太空載具會被用於太空計劃中各種不同的部分。一般而言，為蘇聯的人類太空計劃所設計的太空載具，將被用於機器自動化的用途。例如，載著加加林（蘇聯太空人）進入軌道的蘇聯Vostok太空梭，被改造成Zenit照相偵察機和光子材料處理平台。

### 二、體制
蘇聯解體後，俄羅斯全面推行市場經濟體制，航太企業也進行了大規模的改制，由俄羅斯聯邦太空總署統一管理軍用、民用、商業航太活動。儘管航太企業改革的主要方向是打造若干大型集團公司，但重要航太工業力量仍屬於國有或國家控股的型態。目前，俄羅斯重大航太項目的管理是以集權式為主的混合管理模式，特徵如下：
1.相對集權的管理模式：前蘇聯的國防管理體制屬於高度集中的計劃經濟體系，重大航太項目都是在蘇共中央和國家的領導下展開。俄羅斯航太管理體制的重大項目主要決定權仍集中在總統、議會手中，俄羅斯聯邦太空總署只是軍用、民用、商業航太活動的具體管理者。俄羅斯注重用法律、政策、規劃引導航太企業的行為，航太企業不再以下級單位身份，而是改以生產商的角色承擔航太任務。
2.相對開放的決策機制：在現代的管理方式下，俄羅斯的航太重大決策的專斷性減少、靈活性增加。俄羅斯積極承接國際國的商業發射任務，增強了航太產業的活力；為了減輕費用開支，在國際太空站上與歐洲和美國開展合作。俄羅斯政府行為更務實，在考慮航太活動的政治價值的同時，還合理考慮經濟、社會因素。
3.重視戰略規則，吸引多方資源：近年來，俄羅斯政府在做重大項目決策時更具備長遠的眼光，國家已不再是航太工程的唯一投資戶，積極吸引各方資源發展航太事業已成為俄羅斯的重要發展戰略。俄羅斯將Proton號載運火箭推入了國際商譽發射市場，並取得良好的效果；另外，通過與國外的合作，火箭引擎技術為俄羅斯賺入龐大的外匯收入；國際太空站的運作獲得了國外資金支持，保證了俄羅斯航空產業的發展能力。俄羅斯比較重視航空戰略規則的引導，計畫中的重點發展方向明確，強調各種計劃的循序發展。

### 三、近年發展
俄羅斯航空局在2012年3月，向俄羅斯政府提交了一份新的2030年太空探索規劃草案。這份草案的戰略目標是確保俄羅斯航太產業維持在世界先進水準，並保持在前三位置。草案指出，要優先、逐步實現俄羅斯航太產業的現代化，研發包括太空梭在內的新的太空載具，積極開展太陽系行星探索活動。根據草案，到2030年，俄羅斯航太產業必須要在全球航太市場中佔有10%的份額，而這一數字在2011年僅為0.5%；到了2020年，俄羅斯航太產業必須完全實現製造衛星和太空載具的國產化，尤其是電子零件的國產化；到2030年，俄羅斯的所有在軌衛星必須能夠滿足95%的國內民用和軍事服務需求。同時，俄羅斯計劃開展多項太空探索任務，包括載人登陸月球和向金星、木星發射探測器，以及與國際合作夥伴一起在火星上建設永久性研究基地。這些規劃項目的經費主要來自政府預算和私人投資。
俄羅斯在2013年底，由總統普欽簽署命令，以航太儀器製造研究院為基礎，組建聯合火箭太空集團（United Rocket and Space Corporation;OPKK）。俄羅斯航太領域長期以來受體制限制、存在諸多問題，導致多起惡性的航太事故（如1996年Mars 96探測器，升空五小時後在大氣平流層內燒毀，據俄《Kommersant》生意人報援引項目參與者的話，表示當時歐洲資金已被各大航太企業私自分走，送到太空的探測器只留空殼，發射失敗正掩蓋此一貪污罪行。），合併企業是俄羅斯改革的第一步，自此，俄羅斯航太領域的所有企業都將併入到集團之中。
根據總統命令，未來俄羅斯飛彈航太產業管理體系將分成兩個部分：
一，俄羅斯聯邦太空總署（Roscosmos），其主要職責是監督國防訂貨的程序、制定和協調國家航太政策，選拔訓練太空人、組織技術開發，完成以科學和社會經濟為目的的飛行試驗，保證太空梭的發射。太空總署將保留若干個研究所、發射場和地面太空基礎處設施部門，預計人員規模從目前的200多人增加到450人左右。
二、聯合火箭太空集團（OPKK;URSC），集團將整合飛彈航太領域的研製和生產部門，包括俄國政府全資的20多家企業機構、擁有部分股權的23家企業機構，這些企業機構的專業方向基本覆蓋了航太活動及彈道飛彈研製生產的所有領域，將構成俄國飛彈航太產業的主要力量。其職責是做為主承包商，集中力量完成國防訂單。俄羅斯政府將成為公司的股東，集團受總統直接領導，並交由執行機構代為管理。
| 國家   | 發射/2015 | 失敗/2015 | 發射/2016 | 失敗/2016 | 發射/2017 | 失敗/2017 |
| ------ | --------- | --------- | --------- | --------- | --------- | --------- |
| 俄羅斯 | 29        | 3         | 19        | 1         | 21        | 1         |
| 美國   | 20        | 2         | 22        | 0         | 29        | 0         |
| 中國   | 19        | 0         | 22        | 1         | 18        | 2         |
| 歐洲   | 9         | 0         | 9         | 0         | 9         | 0         |
| 印度   | 5         | 0         | 7         | 0         | 5         | 1         |
| 日本   | 4         | 0         | 4         | 0         | 7         | 1         |
| 以色列 | 0         | 0         | 1         | 0         | 0         | 0         |
| 北韓   | 0         | 0         | 1         | 0         | 0         | 0         |
| 伊朗   | 1         | 0         | 0         | 0         | 0         | 0         |
| 紐西蘭 | 0         | 0         | 0         | 0         | 1         | 1         |
| 總數   | 87        | 5         | 85        | 2         | 90        | 6         |

資料來源：Spacelight101

### 四、代表性企業
1.俄羅斯太空活動國有公司（Roscosmos State Corporation for Space Activities；Roscosmos）：
Roscosmos成立於1992年，過去稱作俄羅斯太空總署，是俄羅斯太空活動的協調樞紐，它執行許多民間活動（包括地球監測和太空人計畫），並與俄羅斯國防部進行軍事發射的整合。新公司在2015年成立，是由該機構和聯合火箭太空集團合併而成的，該公司是一個旨在加強航太部門的股份制公司。Roscosmos主要國外提供發射服務，如Proton號火箭。除了提供外國發射衛星的服務，也在本國做了許多行動，如：軍事衛星、地球觀測、電信、Glosnass導航衛星。俄羅斯現在正在推展一個重要的火星任務ExoMars，並與歐洲太空總署合作。 ExoMars的第一站（“追踪氣體軌道機具”）於2016年成功發射，雖然有一項漫遊者行動由於時間安排的問題被推遲了兩年，直到2020年預計發射。Roscosmos希望這次任務能夠打破近年幾次失敗的火星任務 ，最近的一次是在2012年發生的Phobos-Grunt探測器發生故障，因為探測器無法脫離地球軌道。另外，媒體報導，俄羅斯有興趣開發一系列機器人月球任務，這將被稱為Luna-Glob計劃，但是，因為預算受限的問題，這項任務的第一環節將被推遲，最早在2025年開展。
代表型號：
（1）NPO Energomash公司所生產的RD系列引擎，廣泛使用於全球的太空載具上，如Proton號火箭（俄國）、Zenit號火箭（烏克蘭）、Angara號火箭（俄國）、Soyuz號火箭（俄國）、Atlas號火箭（美國）。
（2）Khrunichev國家研究和生產太空中心，所生產的Proton號火箭、Angara號火箭、UR-100N洲際彈道飛彈。
（3）Reshetnev資訊衛星系統公司所生產的Glonass系統，是俄羅斯的衛星定位系統。
2.聯合火箭太空集團（United Rocket and Space Corporation;OPKK）：
URSC於2014年3月由國家太空工業重組而成立。它是100％的國有企業，包括大部分俄羅斯航太工業企業：包括由48家小公司、14家獨立公司組成的10家大型整合機構，其中有8家股份公司和6家聯邦統一企業（被私有化為100％國有的股份公司）。 URSC的主要目標是： 將火箭和航太產業公司整合到一個統一的結構中，實行集中管理；發展技術和製造的能力，吸引和集中發展火箭和太空技術的重點項目所需的知識、工業、金融等方面的資源，提高國家火箭和太空技術在國際市場上的競爭力；制定和實施統一的企業產業政策；保持和發展URSC及其子公司的科學和產業潛力；追求盈利，收入包括附屬子公司股票的股息。
代表型號：
（1）Energia公司所生產的Soyuz號火箭、Vostok號火箭。